# Robin Quaison
Robin Kwamina Quaison (Stockholm, 1993. október 9. –) svéd labdarúgó, az Árisz játékosa.

## Pályafutása

### Klubcsapatokban
1997-ben került az AIK Fotboll akadémiájára, majd 2011-ben innen került a Väsby United csapatához, kölcsönbe. 2012. április 1-jén mutatkozott be az AIK első csapatában a Mjällby elleni 0–0-ra végződő mérkőzésen. Május 20-án szerezte meg első gólját az IFK Norrköping ellen. 2014 júliusában az olasz Palermo csapatába igazolt, hároméves szerződést írt alá. Mielőtt aláírt az olaszokhoz, tárgyalt az angol Leeds, a QPR és a Stoke City csapataival is. 2017. január 31-én 4 és fél éves szerződést kötött a német 1. FSV Mainz 05 klubjával. 2019. december 17-én első mesterhármasát szerezte meg felnőtt karrierje során a Werder Bremen ellen. 2021 júliusában csatlakozott az el-Áttifák csapatához. 2024. szeptember 23-án két évre aláírt a görög Árisz csapatához.

### A válogatottban
Apja ghánai, míg anyja svéd származású. 2013. január 23-án debütált a svéd felnőtt válogatottban egy Dél-Korea elleni Király-kupa találkozón. Három nappal később Finnország ellen az első gólját is megszerezte. 2015-ben tagja volt az U21-es labdarúgó-Európa-bajnokságot nyerő válogatottnak. Dánia ellen gólt szerzett a tornán. Részt vett a 2016-os nyári olimpián. 2021. május 18-án bekerült a 2020-as labdarúgó-Európa-bajnokságra utazó keretbe.

## Sikerei, díjai

### Válogatott
- Svédország U21
  - U21-es labdarúgó-Európa-bajnokság: 2015
- Svédország
  - Király-kupa: 2013

### Egyéni
- Bundesliga – Hónap gólja: 2019 október